# Leptotrochila
Leptotrochila is een geslacht van schimmels uit de familie Drepanopezizaceae. De typesoort is Leptotrochila radians.

## Soorten
Volgens Index Fungorum telt het geslacht 22 soorten (peildatum maart 2022):
| Soortnaam                                          | Auteur(s)                    | Publicatiejaar |
| -------------------------------------------------- | ---------------------------- | -------------- |
| Leptotrochila astrantiae                           | (Ces.) Schüepp               | 1959           |
| Leptotrochila axillaris                            | (Rostr.) Raitv.              | 2003           |
| Leptotrochila bartsiae                             | Schüepp                      | 1959           |
| Leptotrochila campanulae                           | (DC.) Rossman                | 2014           |
| Leptotrochila cerastiorum (Hoornbloembladschijfje) | (Wallr. ex Fr.) Schüepp      | 1959           |
| Leptotrochila chamaemori                           | Raitv.                       | 2008           |
| Leptotrochila crantziae                            | (Speg.) Gamundí & Minter     | 2004           |
| Leptotrochila dehnii                               | (Rabenh.) Jørst.             | 1963           |
| Leptotrochila euphrasiae                           | E. Müll., Hütter & Schüepp   | 1964           |
| Leptotrochila lugubris                             | (De Not.) Schüepp            | 1959           |
| Leptotrochila medicaginis                          | (Fuckel) Schüepp             | 1959           |
| Leptotrochila pedicularis                          | (DC.) Schüepp                | 1959           |
| Leptotrochila phyteumatis                          | (Fuckel) Schüepp             | 1959           |
| Leptotrochila porri (Preibladschijfje)             | Arx & Boerema                | 1963           |
| Leptotrochila prunellae                            | (Lind) Dennis                | 1978           |
| Leptotrochila radians                              | (Roberge ex Desm.) P. Karst. | 1871           |
| Leptotrochila ranunculi (Boterbloemschijfje)       | (Fr.) Schüepp                | 1959           |
| Leptotrochila repanda                              | (Fr.) P. Karst.              | 1871           |
| Leptotrochila sanguisorbae                         | (Jaap) Schüepp               | 1959           |
| Leptotrochila svalbardensis                        | (Lind) Spooner & Nauta       | 2000           |
| Leptotrochila trifolii-arvensis                    | (Nannf.) Schüepp             | 1959           |
| Leptotrochila verrucosa                            | (Wallr.) Schüepp             | 1959           |